# 란카 레아
란카 레아(일본어: 蘭香 レア らんか レア[*], 1977년 11월 30일 - )는 일본의 배우이다. 전 다카라즈카 가극단 유키구미 남역이다.
와카야마현 와카야마시 출신이다. 키 168cm, 혈액형 O형, 애칭은 "레아", "마야"이다.
취미는 산책, 드라이브, 스트레칭이다. 특기는 클래식 발레, 타테, 일본무용이다.

## 약력
- 어렸을 때부터 발레를 배웠다. 와카야마 신아이여자단기대학 부속중학교 출신,
- 1993년, 다카라즈카 음악학교 입학. (동기 : 후즈키 미요, 마이카제 리라, 야마토 유우가, 마토부 세이, 하나세 미즈카 등)
- 1995년 3월, 다카라즈카 가극단 81기생으로 입단. 입단 당시 성적 41명 중 17등. 같은 해 4월 『국경 없는 지도』로 초무대. 마이카제ㆍ카스미와 함께 3명이서 보리수의 요정을 초무대 공연에서 연기했다. 같은 해 5월 1일에 하나구미에 배속.
- 1998년, 유키구미로 조이동. 이듬해 1월의 일본청년관 공연 『심중・사랑의 야마토지』에 출연. 이후, 댄스가 특기인 남역으로 활약.
- 2000년 10월, 『개선문』으로 신인공연 첫 주연 (라빅 역, 본역 : 토도로키 유).
- 2001년 2월, 『맹렬한 황금의 나라』로 오키타 소지를 연기했다. 장래가 촉망되었지만, 같은 해 6월 24일, 도쿄 다카라즈카 극장 공연 천추락을 기해 퇴단.
- 퇴단 후, 예명을 미사키 레아(三咲 レア)로 바꾸고, 무대 배우로써 활약. 당초, 연예 기획사에 소속되지 않고, 프리랜서로 활동했다. 『지구고저스 클라우디아』, 『테라야마 슈지 작품ㆍ푸른 수염 공의 성』 등에 출연. 또, 「정말로 있었던 무서운 이야기」 (TV드라마), 「베르사이유의 장미 -잊을 수 없는 사람 오스칼-」의 드라마 CD 등, 무대 이외에서의 활약도 있다.
- 2006년, 아뮤즈에 이적함과 동시에 예명을 다카라즈카 시절의 란카 레아(蘭香レア)로 바꿨다.
- 2007년, 실비아 그랩, 하야시 노조미, 오카 치에와 유닛 「gravity」에 오카와 교대하는 형태로 가입. 정기적으로 라이브를 실시한다.
- 2009년 12월, 자신의 블로그에 일반인 남성과 결혼했음과 임신했음을 발표. 이로 인해, 이듬해 2월에 출연 예정이었던 무대 「우노! 도스! 트레스!」 (기획 오구라 히사히로)에 하차하게 되었다.
- 2010년 7월 19일, 오후 3시 56분에 첫 아이인 장녀를 출산. 모녀 모두 건강했다. 처음에는 육아에 전념했지만, 시기를 봐서 배우 직에 복귀하기로 예정.
- 2011년 3월 31일자로 아뮤즈와의 매니지먼트 계약이 종료되었다.

## 같이 보기
- 마야 미키 - 란카 입단 당시 하나구미 톱스타